# Nenasîteț, Sînelnîkove
Nenasîteț (în ucraineană Ненаситець) este un sat în comuna Voronove din raionul Sînelnîkove, regiunea Dnipropetrovsk, Ucraina.

## Demografie
Componența lingvistică a localității Nenasîteț
     Ucraineană (94,12%)
     Rusă (5,88%)
Conform recensământului din 2001, majoritatea populației localității Nenasîteț era vorbitoare de ucraineană (94,12%), existând în minoritate și vorbitori de rusă (5,88%).